# Edelgard
Edelgard ist ein alter deutscher, zweigliedriger, weiblicher Vorname.

## Herkunft und Bedeutung
Der Name ist die neuzeitliche Form des in altdeutscher Zeit gebräuchlichen Namens Adalgard. Der erste Bestandteil ist abgeleitet von althochdeutsch adal („edel, vornehm, Abstammung“). Der zweite stammt aus dem Germanischen und bedeutet „Schutz“.

## Varianten
Adalgard, Edelgart, Ethelgard 

## Namensträgerinnen
- Edelgard Bulmahn (* 1951), deutsche Politikerin (SPD)
- Edelgard Hansen (* 1955), deutsche Schauspielerin und Regisseurin
- Edelgard Huber von Gersdorff (1905–2018), deutsche Altersrekordlerin
- Edelgard Wendorf (* 1944), deutsche Handballtrainerin
- Edelgard Schwinning (1930–2016), deutsche Sportpädagogin und Hochschullehrerin